# Johann Augustin Köselitz
Johann Augustin Köselitz (* 1. Oktober 1721 in Wittenberg; † 15. Juni 1790 in Zerbst) war ein deutscher evangelischer Theologe.

## Leben
Johann Augustin Köselitz wurde 1721 in Wittenberg als Sohn des Gottfried Reinhold Köselitz und seiner ersten Frau Catharina Juliane Ludwig geboren. Er besuchte das Gymnasium in Zerbst, immatrikulierte sich am 24. Mai 1784 an der Universität Wittenberg, setzte seine Studien an der Universität Leipzig fort und erwarb dort 1746 den akademischen Grad eines Magisters. Nachdem er in Leipzig als Privatdozent gewirkt hatte, wurde er 1747 Hofmeister adliger und bürgerlicher Familien in der Oberlausitz.
1750 kehrte er nach Zerbst zurück, wo er unter die Kandidaten des Predigtamtes aufgenommen wurde. 1752 wurde er Subdiakon an der Schlosskirche in Zerbst sowie an der Stiftskirche St. Bartholomäi. Er ging 1755 als Pfarrer nach Köselitz, wo ihm auch die Gemeinden in Göritz und Pülzig unterstanden. 1762 wurde er Diakon und Prediger an der Dreifaltigkeitskirche in Zerbst, 1765 erster Pastor und 1762 Gymnasialprofessor für Theologie und Metaphysik am dortigen Gymnasium Illustre. Nachdem er 1769 auch als Beisitzer in das Zerbster Konsistorium aufgenommen worden war, wurde er Konsistorial- und Kirchenrat und als Superintendent Ephorus der gesamten Zerbster Diözesen.

## Werkauswahl
1. Oratio de utilitate et praestantia literarum ac scientiarum. Zerbst 1739.
2. Rede von dem vollkommensten Glanze und Ansehen des Durchl. Anhalt-Zerbstischen Fürstenhauses, in welchem es bey allen auswärtigen Höfen stehet, und mit welchem es ganz Teutschland erleuchtet u. s. w. Leipzig 1745.
3. Diss. de successione momentorum in ipaa aeternitate. Leipzig 1746.
4. Necessariam summi numinis infinito in spatio existentiain non nudam esse hypothesin, sed potius sana cum ratione et scriptura sacra omni ex parte convenire qualicunque scriptione demonstrat etc. Loebaviae 1749. 4. Editio altera, auctior et emendatior. Zerbst 1761.
5. Sancta principis persona quasdam contra iniurias vindicata. Zerbst 1751.
6. Kurze Beweise, dass der natürliche oder wirkliche Einfluss das wahrscheinlichste und richtigste Verhältnis zwischen Leib und Seele sey. Wittenberg und Zerbst 1753.
7. Genaue und hinlängliche Beantwortung der unzeitigen, übereilten und völlig ungegründeten Urtheile des Hamb. Korrespondenten über vorstehende Beweise. Wittenberg und Zerbst 1753.
8. Sammlung ausgelesener Kanzelreden. 4 Teile, 1753–1759.
9. Antwort auf Bucerus Veridicus Sendschreiben, in welchem des H. M. K. Erklärung, dass die Seelen der Thiere zugleich mit ihren Leibern zu leben aufhören werden, beurtheilet wird. 1754.
10. Sendschreiben an einen der Vertrautesten seiner Freunde in Leipzig, in welchem er denselben seine Gedanken über zwey von seinen Beweisen gefällte Urtheile entdeckt. Wittenberg u. Zerbst 1755.
11. Diss. epist. qua, probum ac bonum praeter virum in mortalibus neminem saustum ac sacrum inire atque servare posse coniugium probatur etc. Zerbst 1760
12. Standrede bey der Baare des Hrn. Hofmarschalls Erdm. Gottl. von Lattorf. Zerbst 1761.
13. Diss. epist. de magni aestimandis boni principis ex iudicio collatis honoribus. Zerbst 1763.
14. Traurede bey der ehelichen Verbindung des Kabinetsraths Hase mit der Jungf. Dolläus. Zerbst 1774.